# 内藤典彦
内藤 典彦（ないとう のりひこ、1967年3月3日 - ）は、日本の俳優。本名同じ。血液型O型。身長172cm。東京都調布市出身。
所属事務所は渡辺プロダクション（旧）→株式会社エム・アール（現在）所属。

1983年NHK大河ドラマ『徳川家康』で俳優デビュー。1985年『パンツの穴 花柄畑でインプット』で映画デビュー。以後映画、ドラマを中心に活躍している。

俳優、監督、脚本家、プロデューサー、俳優育成プロデューサー、出版プロデューサー、映像製作集団Digital Media TopRoad主宰。内藤プロダクション代表。

## 人物
- ドラマではインテリからダメ男まで、一癖も二癖もある嫌味な役柄、性格に癖のある人物などを演じることが多い。
- 理数系の知的キャラクターからコミカルな役柄まで、喜怒哀楽を飄々と表現する。
- 低予算ではあるが監督として映画を製作上映している。近年多く見られる「俳優が監督業に乗り出す」タイプとは違い、一時俳優業を休業してまでも志願して裏方スタッフとして製作現場で経験を積んできただけに、俳優やスタッフからの信頼も厚い。
- 特技はアカペラパフォーマンス（芋洗坂係長らと共にギャグパフォーマンスを行うトリオ"GO-JAP"のメンバーでもあった）
- 趣味は風景鑑賞、ウォーキング、ダーツ。
- 元アイドル歌手、島田奈美（島田奈央子）とは互いにデビュー当時から親交があり、現在ジャズライターとして活躍する島田の影響を受け、自身もジャズを好む（島田主催イベントのインタビューから）

## 来歴
- 新潟県で生まれ東京都調布市で育つ。
- 12歳で声楽家の渡瀬昌治に師事。声楽を学び合唱団に属す。作曲家の池辺晋一郎やボニージャックス等と共に音楽番組の出演、コンサート活動のほか、音楽アルバムの制作にも参加する。レコードアルバムをリリースしている。因みにNHKとTBSの全国音楽コンクールで全国1位を受賞している。
- 15歳で俳優に転身。養成所時代から既に映画・テレビドラマを中心に活躍する。
- テレビ朝日「欽ちゃんのどこまでやるの」オーディションにて萩本欽一の目にとまる。これをきっかけに渡辺プロのマネージャーと出会い、渡辺プロダクションに移籍する。同期に中山秀征・石塚英彦がいる。
- 渡辺プロ時代に勉強のため、マスコミ活動を一時休業している。休業期間中に女優・范文雀の付き人やスタッフとして裏方を経験した。また、ドラマプロデューサーの下で脚本執筆の勉強を積み、後にフジテレビ「世にも奇妙な物語」テレビ朝日「HAPPY SALVAGE ハッピィサルベージに脚本を執筆。
- 俳優活動を再開後はマスコミから距離をおき、小劇場舞台へと活動の場を移す。
- 1997年、日本テレビ「恋のバカンス」（明石家さんま主演）でマスコミに復帰する。同時に現在の所属事務所に移籍している。
- 2001年、映画製作に取り掛かるため映像組織「デジタルメディア・トップロード」を主宰。映像作家や脚本家の仲間と作品を製作上映。また地上波TV番組の企画プロデュース、監督も行っている。
- 2005年4月、総合動画配信サイト「naito.TV」を開始（個人でサーバー構築）独自で複数の番組を製作、配信（2008年休止）。当時YouTubeもニコニコ動画の存在もない時代、個人で動画サイトを立ち上げ配信した国内最初の人物。

## 出演

### テレビドラマ
- 徳川家康 大河ドラマ（1983年 NHK）
- 毎度おさわがせします（1985年 TBS） - 飯塚英治 役
- 嫁の力こぶ（1985年 MBS） - 西田守 役　準主役
- 愛の風、吹く（1985年 TBS）レギュラー
- 避暑地のC（1985年 TBS）
- スケバン刑事II 少女鉄仮面伝説（1985年 - 1986年 フジテレビ） - 高田 役　レギュラー
- 毎度おさわがせしますII（1986年 TBS） - 飯塚英治 役
- キスより簡単（1987年 フジテレビ） - 木村良次 役　レギュラー
- ワイルドで行こう! BORN TO BE WILD 第9話（1988年 フジテレビ） - 高村 役
- HOTEL 第10話（1990年 TBS） - 坂本 役
- さすらい刑事旅情編III 第10話（1990年 テレビ朝日） - 山田 役
- 男と女のミステリー 人を見たら泥棒と思え！（1990年 フジテレビ）
- 愛・命ある限り（1991年 フジテレビ） - 加瀬一郎 役　レギュラー
- 日本語講座 日中合作連続ドラマ（1993年 - 1994年 中国中央電視台） - 山田 役　レギュラー
- 恋のバカンス（1997年 日本テレビ） - 小粋なバーテンダー 役　レギュラー
- 恋のバカンス・SPECIAL（1997年 日本テレビ） - 小粋なバーテンダー 役
- いのちの器（1998年 東海テレビ） - 河野繁 役
- ケイゾク（1999年 TBS） - 唐沢健一 役
- 月下の棋士（2000年 テレビ朝日）
- Shin-D OLポリス（2000年 日本テレビ系） - 田中明弘 役
- レッツ・ゴー!永田町（2001年 日本テレビ） - ギャルソン 役
- 火曜サスペンス劇場 臨床心理士6（2002年 日本テレビ）
- ウーマンズ・ビート ドラマスペシャル〜溺れる人〜（2005年 日本テレビ）
- 特命係長 只野仁 シーズン4（2009年 テレビ朝日） - 平川保典 役
- 金曜プレステージ 山村美紗サスペンス 小京都連続殺人事件〜スパイスは復讐の味〜（2012年 フジテレビ） - 菱沼良郎 役
- トッカン 特別国税徴収官（2012年7月-9月、日本テレビ） - 大場政男 役　レギュラー
- ハニー・トラップ（2013年 フジテレビ） - 藤田 役
- 妖ばなし （TOKYO-MX）
  - 第1話「河童」（2017年4月1日） - 河童眷属 役（声の出演）
  - 第9話「こんな晩」（2017年5月13日） - 六部大介 役
  - 第33話「金霊」（2018年9月15日） - 黒金腹男 役
  - 第90話「見越入道」（2023年8月19日） - 見越入道 役 (声の出演)
- ドラマスペシャル 警部補・碓氷弘一 〜殺しのエチュード〜（2017年 テレビ朝日） - 木佐貫の秘書 役
- 駐在刑事 Season3 第6話（2022年2月18日 テレビ東京） - 滝沢修一 役
- 家電侍スペシャル ストップ!忠臣蔵（2023年1月4日 BS松竹東急） - 勅使 役
- Dr.チョコレート 第2話（2023年4月29日 日本テレビ） - 大企業幹部 役
- Believe-君にかける橋- 第3話（2024年5月9日 テレビ朝日） - 国立刑務所・処遇部長役 役
- フクロウと呼ばれた男 (2024年4月24日～5月8日 Disney+） - 落合俊一 役　レギュラー
- 奪い愛、冬 2025 第63話～ (2025年3月31日～ テレビ朝日×SHORTTV） - 坂本陽太 役
- この声は、あなたに届かない 第4話～ (2025年4月5日～ BS12×SHORTTV） - 外科医 役

### テレビ・バラエティー
- クイズどっちDOTCH! ゲスト（1986年 日本テレビ）
- ZUKE ZUKEチャンネル レギュラー（1992年 - 1993年 テレビ東京）

### 映画
- パンツの穴 花柄畑でインプット（1985年 東映系） - 松井清 役
- 夏の虫たち（1990年）
- HITSUZEN（2004年） - 陽気な召使 役
- JAZZYなワタシ（2005年11月公開） - 石田孝則(サックス奏者) 役
- Top Road映像祭り（2005年）
- 舞妓Haaaan!!!（2007年6月公開 東宝） - カメラ小僧 役
- 252 生存者あり（2008年12月公開 ワーナーブラザース） - DMAT医者 役
- 明日の絆（2009年公開） - 田島博康（主人公の父親）役
- 2by2（2011年公開） - 山本輝之輔 役
- ふるさとがえり（2011年公開 ネイキッド） - ばっちゃんの息子 役
- 笑遺伝子（2014年公開） - エスパー 役
- 人間妖怪 鬼鈴 -KIRIN- (2020年7月公開 NO!film) - 涼宮芳郎 役
- いちばん逢いたいひと (2023年2月公開 渋谷プロダクション) - 池田太一 役
- 劇場版TOKYO MER〜走る緊急救命室〜 (2023年4月公開 東宝) - 声の出演
- ぴっぱらん!! (2024年11月公開 渋谷プロダクション) -赤本哲哉 役
- 春の香り (2025年3月公開 ボルトレ) - 声の出演

### 舞台
- ワンスモア（1985年）
- 幻影の森（1991年）
- かんしゃく玉（1994年）
- 同士の人々（1995年）
- 紙風船（1995年）
- 赦せない行為（1996年）
- ミストレス（2002年）
- GO-JAP学園祭LIVE（2003年）
- paper planes（2005年）
- 朗読劇 -紙風船-(2020年)
- 朗読劇 -エンキリ・イブ-(2021年)

### ラジオ
- 今夜もウエルカム（1986年 RF）

### ナレーション
- 野村證券 （2009年）
- 妖ばなし「河童」 （2017年 TOKYO-MX）
- 劇場版TOKYO MER〜走る緊急救命室〜 (2023年 東宝)
- 妖ばなし「見越入道」 （2023年 TOKYO-MX）
- 春の香り (2025年 ポルトレ)

### ＣＭ
- AKKODiS -登場編- （2023年4月～）

### 配信
- 内藤典彦のTALKING BAR ないのり レギュラー（2006年 - 2008年 - naito.TV）
- Naito fieldチャンネル（不定期更新）(2020年～)
- 奪い愛、冬 2025 第63話～ (2025年3月31日～ テレビ朝日×SHORTTV） - 坂本陽太 役
- この声は、あなたに届かない 第4話～ (2025年4月5日～ BS12×SHORTTV） - 外科医 役

## 監督・脚本作品
- TV HAPPY SALVAGE ハッピィサルベージ（2000年 テレビ朝日 脚本）
- 舞台 紙風船（2003年 演出）
- 映画 HITSUZEN（2004年 脚本・監督）
- 映画 JAZZYなワタシ。（2005年 脚本・監督）
- CM DINING BAR SIXEME（2006年 構成・監督）
- TV 内藤典彦のTALKING BAR ないのり（2006年 企画・構成）
- 映画 とにかく大変です どこか変な人たちです!?（2013年 監督補）
- TV 武蔵忍法伝 忍者烈風（2015年 TOKYO MX アドバイザー）
- TV あしたのSHOW（2017年4月-6月、TOKYO MX 企画・プロデューサー）
- TV カオスボックス -湖の怪獣-（2024年11月 TOKYO MX キャスティング）